# 卡爾皮 (義大利)
卡爾皮（義大利語：Carpi）是位於義大利中部艾米利亞-羅馬涅大區摩德納省的一個城市。有人口約65000人。是一個繁華的制造業中心。